# 大分県産業科学技術センター
大分県産業科学技術センター（おおいたけんさんぎょうかがくぎじゅつセンター、英：Oita Industrial Research Institute、略称：OIRI）は、大分県大分市にある、県内の企業を技術的側面から支援する大分県の公設試験研究機関である。

## 概要
研究開発、技術支援、技術振興の3つを柱として、中小企業をはじめとする大分県内の企業の支援を行っている。
- 研究開発 - 企業との共同研究等を行っている。
- 技術支援 - 技術研修や技術相談を行っている。また、試験分析の依頼を受け付けるとともに、加工、製造、測定、観察、解析機器の貸し付けを行っている。
- 技術振興 - 公的研究機関や大学から専門家を客員研究員として招へいするとともに、科学技術フェアの開催等を行っている。

また、センター内に「ものづくりプラザ」を整備し、ベンチャー企業やセンターと共同研究を行う企業等を対象に事務室・研究室として提供している。
大分県産業科学技術センターは、1998年に特許庁長官によって大分県知的所有権センターに認定されている。

### 所在地
- 〒870-1117
- 大分県大分市高江西1丁目4361-10

## 沿革
- 1910年（明治43年） - 大分県醸造試験場として開設。
- 1922年（大正10年）12月 - 大分県工業試験場に改組して発足。
- 1923年（大正11年）9月 - 大分市舞鶴町に庁舎を建設し、業務開始。
- 1938年（昭和13年）1月 - 大分県工業試験場別府工芸指導所を別府市浜脇に設置。
- 1947年（昭和22年）1月 - 大分県日田工芸指導所を日田市に設置。
- 1948年（昭和23年）4月 - 別府工芸指導所を分離し、大分県別府工芸指導所と改称。
- 1949年（昭和24年）4月 - 大分県日田工芸指導所を日田市中央一丁目に新築移転。
- 1951年（昭和26年）1月 - 大分県工業試験場の本館を新築。
- 1952年（昭和27年）5月 - 大分県別府工芸指導所を別府市秋葉通に新築移転。
- 1954年（昭和29年）4月 - 大分県別府工芸指導所を大分県別府産業工芸試験所に、大分県日田工芸指導所を大分県日田産業工芸試験所にそれぞれ改称。
- 1963年（昭和38年）10月 - 大分県別府産業工芸試験所を別府市東荘園町に新築移転。
- 1966年（昭和41年）1月 - 大分県日田産業工芸試験所を日田市玉川町に新築移転。
- 1969年（昭和44年）1月 - 大分県工業試験場を大分市郡に新築移転。
- 1980年（昭和55年）3月 - 大分県日田産業工芸試験所を日田市石井町に新築移転。
- 1984年（昭和59年）3月 - 大分県工業試験場電子部棟を大分市中判田に新築。
- 1990年（平成2年）3月 - 大分県・工業技術院研究交流センター発足。
- 1994年（平成6年）4月 - 大分県工業試験場、別府産業工芸試験所、日田産業工芸試験所を統合して大分県産業科学技術センター発足。
- 1994年（平成6年）5月 - 大分市高江西一丁目に新築移転。
- 2001年（平成13年）4月 - 別府産業工芸試験所を分離するとともに、大分県立別府高等技術専門校と統合し、大分県竹工芸・訓練支援センター発足。
- 2005年（平成17年）4月 - 大分県農水産物加工総合指導センターを統合。
- 2009年（平成21年）4月 - 日田産業工芸試験所を分離し、大分県農林水産研究センター林業試験場に統合。
- 2010年（平成22年）4月 - 大分県計量検定所を統合。